# 白いソアラ
白いソアラ（しろいソアラ）は1980年代頃から若者を中心に語り継がれている都市伝説の一種。

## 概要

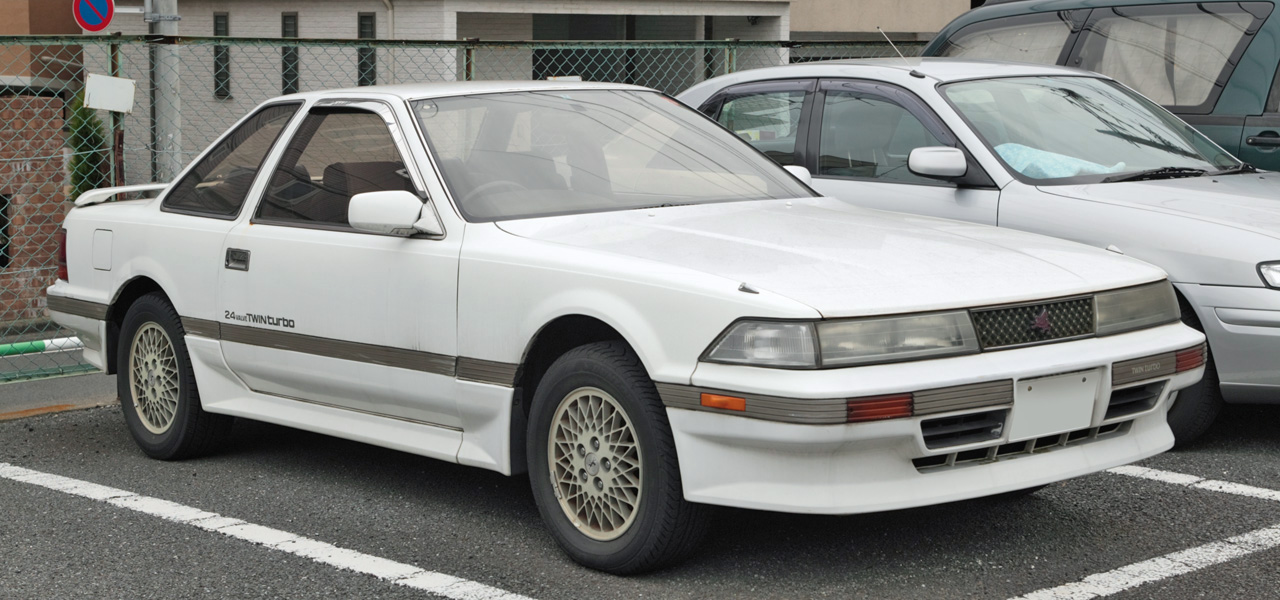
白色のソアラ(2代目)

群馬県の国道沿いにある中古車販売店に、白いトヨタ・ソアラが数万円という破格の安値で展示されていた。有名な高級クーペであるソアラがこの価格で手に入るとなれば、当然誰かが買っていきその車は早々と店先から消えた。しかし後日、同じ白いソアラが再び中古車販売店にやはり数万円の安価で展示されている。実はこの車に乗った者は皆同じように運転中、事故によって首を切断され無残な姿で死亡していた。そしてその白いソアラは再び売りに出され、今もどこかの店先で次の「主人」を待ち続けているのだという。

## 備考
比較的有名な都市伝説だが、出自に関してははっきりしていない。一説にはアメリカなど海外で一時期流行した「呪われたポルシェ (“cursed Porsche”)」と呼ばれる都市伝説が変化したものではないか、というものがある。ちなみにソアラの生産開始は1981年からである。
舞台についてはなぜか「群馬県の国道沿い」として語られることが多い。また、話の中で「このソアラは元々暴走族の青年の所有車で、ふざけて箱乗りをしていたところ道路標識に激突し首を切断されてしまった」という注釈が加えられることがある。類似の都市伝説に「首チョンパソアラ」と呼ばれる話がある。

## その他

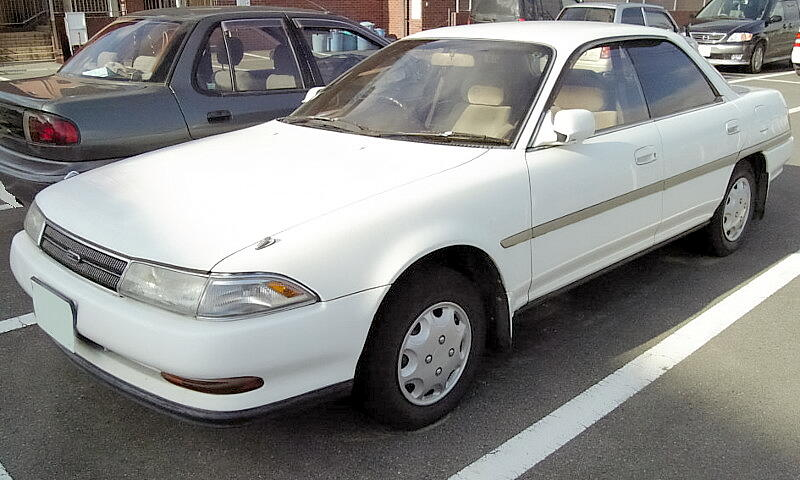
「スーパーホワイトⅡ」塗装車の例
(2代目カリーナED)

都市伝説以外の「白いソアラ」として、ハイソカーブームにおける「スーパーホワイトブーム」という現象がある。これは、従来のボディカラーの「白」とは正確には微妙なクリームホワイトだったが、より純白に近いボディカラーが実用化されたことによって起こった一連のブームと、その代名詞とも言える車種がソアラだったことによるものである。
ソアラでは1981年発売の初代（Z10系）で「スーパーホワイト」が初登場。1983年には「スーパーホワイトII」に進化して純白度と光沢度が増し、さらに1986年発売の2代目（Z20系）では最終的に「スーパーホワイトIII」まで進化した。なお、兄弟車のスープラ（A70系）では、純白度と光沢度を極限まで高めた「スーパーホワイトIV」まで進化している。
スーパーホワイトは当時のS120/S130系クラウンや、X70/X80系マークII／チェイサー／クレスタ等にも採用され、販売される車両のボディカラーも白が圧倒的多数を占めていた。下取りも白なら2割増しなどと言われ、営業マンも「白なら即納」と薦めた。これは、トヨタ自動車による販売上の戦略であり、白なら納車準備（洗車）も濃色系に比べて早く、生産計画も白ばかりを大量生産できるため、生産～在庫～販売までの効率強化を狙ったものであった。モデルによっては、マイナーチェンジなどの機会にスーパーホワイトIIに先祖返りする例も見られたほか、ライバルの日産自動車も明度の高いクリスタルホワイトを設定するなど、白色系統のボディカラーが流行していた。
スーパーホワイトIIは2022年現在もトヨタの乗用車におけるソリッドホワイトの定番色であり、同社の一部車種（例：ヤリス、アクア、カローラ/カローラツーリング/カローラスポーツ、プリウスなど）に設定されているほか、クラウンのパトロールカー仕様のツートンカラー2EFの白色塗装もスーパーホワイトIIである。
一方で、トヨタ自動車はレクサスブランドが国内導入された2000年代以降、スーパーホワイトを凌ぐ純白度と光沢感を持つ「ホワイトパールクリスタルシャイン」を新たに設定しており、中上級車種の白塗装はこちらに統一されている。